# Hypatima agriogramma
Hypatima agriogramma är en fjärilsart som beskrevs av Edward Meyrick 1926. Hypatima agriogramma ingår i släktet Hypatima och familjen stävmalar. Inga underarter finns listade i Catalogue of Life.